# Abbaye Notre-Dame de Bourbourg
L'abbaye Notre-Dame de Bourbourg est une ancienne abbaye bénédictine dédiée à Marie, mère de Jésus-Christ. Fondée au XIIe siècle, à Bourbourg, en Flandre maritime, dans l'actuel arrondissement de Dunkerque, ce chapitre de chanoinesses issues de la noblesse ou noble chapitre disparait au moment de la Révolution française. 

## Histoire

### Fondation
Le comte de Flandre Robert II de Flandre, dit de Jérusalem, de retour de la première croisade, et son épouse Clémence de Bourgogne fondent l'abbaye Notre-Dame de Bourbourg ou abbaye de Sainte-Marie de Bourbourg, avec l'approbation de Jean Ier de Warneton, évêque de Thérouanne et des papes Pascal II puis Calixte II (Calixte II est le frère de Clémence de Bourgogne). La date précise de création n'est pas connue mais elle eut lieu autour de 1103 : un site de la Bibliothèque nationale de France la dit fondée en 1103 de même qu'une chronique de l'abbaye Saint-Bertin de Saint-Omer, qui l'attribue à la comtesse Clémence seule. Une bulle de Pascal II datée de 1113 constate la fondation.
Le monastère est implanté à Bourbourg, ville fortifiée, siège de la châtellenie de Bourbourg, située dans le diocèse de Thérouanne puis dépendant du diocèse de Saint-Omer.
L'abbaye est destinée à recevoir des chanoinesses, dames nobles qui doivent posséder plusieurs quartiers de noblesse, à l'origine au moins quatre du côté de chaque parent. Il s'agit donc d'un noble chapitre. On y observe la règle de Saint-Benoît.
Le monastère est fondé en dehors de la ville, près des murailles, entre le fossé d'enceinte et la rue du château. L'enclos du couvent, cimetière inclus, est entouré d'un fossé. L'abbaye dispose d'une pâture avec un moulin à blé.
En 1129, Clémence de Bourgogne, fondatrice et bienfaitrice de l'établissement, s'y fait enterrer.
Dans le siècle qui suit sa création, en 1182, le pape Lucius III réunit à l'abbaye le monastère de Saint-Léonard de Guînes avec ses biens.

### Évolution
En 1164, Thomas Becket, de passage en France, à la suite de ses difficultés avec le roi d'Angleterre Henri II, est accueilli à l'abbaye Notre-Dame et lui laisse en souvenir un calice d'or.
Vers 1181, le pape Alexandre III ordonne à l'abbaye Saint-Bertin de Saint-Omer de confier à deux prêtres le soin de desservir l'église (il s'agit de l'église de l'abbaye) de Bourbourg, ce qui améliore l'autonomie du monastère.
En 1375, dans le cadre de la guerre de Cent Ans, l'abbaye Notre-Dame abrite une négociation entre Anglais et Français : une trêve est conclue mais elle ne sera que de courte durée.
En 1389, à Saint-Omer, le duc de Bourgogne Philippe II de Bourgogne (Philippe le Hardi) alloue à l'abbaye un revenu sur les bois de Ruhout. Cette donation vise à dédommager le couvent des pertes subies durant les dernières guerres (croisade d'Henri le Despenser en 1383) et à l'aider à rectifier son église et ses bâtiments.
En 1505, un incendie se déclare dans l'abbaye, les titres originaux sont détruits par les flammes.
Au XVIe siècle, la Flandre maritime constitue un des enjeux des tensions entre la France et l'Espagne, alors détentrice de la région en tant qu'héritière des comtes de Flandre puis des ducs de Bourgogne. Le couvent s'inquiète des dangers auxquels il est exposé du fait de sa position proche de la frontière entre les deux pays et alerte les autorités. Par ailleurs, l'empereur Charles Quint souhaite renforcer la défense des villes du Westhoeck. Marie de Hongrie, sœur de l'empereur et gouvernante des Pays-Bas, décide de transférer le monastère, estimé trop proche des remparts, à l'intérieur de la ville. Il s'agit tant de protéger l'abbaye que d'améliorer les défenses de la ville, gênées par la localisation de l'abbaye. Le transfert a lieu entre 1551 et 1555. Il a donné lieu à de difficiles négociations avec le magistrat (les autorités) de la ville. L'abbesse voulait obtenir le meilleur emplacement possible, ce à quoi s'opposait le conseil des échevins. On s'accorde finalement sur le refuge que possédait l'abbaye de Saint-Bertin à l'intérieur de la ville comme point d'ancrage de la nouvelle implantation. Finalement, l'abbaye va occuper deux mesures, près d'un hectare, en pleine ville. En 1552, à Anvers, l'empereur amortit (facilite l'acquisition de) la maison et le terrain sur lesquels s'est établi le chapitre.
Charles-Quint met à profit le moment du transfert pour charger quatre commissaires d'enquêter sur les droits et privilèges de l'abbaye afin de les sauvegarder. Le travail aboutit à un registre, rédigé en flamand, dont il ressort que, majoritairement, le monastère bénéficie de toute la justice seigneuriale, et à cette fin, dispose d'un bailli, un amman ou huissier de justice, d'échevins et compte deux cours de justices : la salle abbatiale et la vierschare. En 1559, un accord précise les droits respectifs de l'abbaye et du magistrat de la ville sur les terres détenues dans la châtellenie, tant du point de vue seigneurial que du point de vue de la justice; l'accord est ratifié par le conseil de Flandre en 1564.
Au XVIIe siècle, les affrontements incessants en Flandre vont conduire les religieuses à fuir. En août 1644, Bourbourg est sous la domination espagnole, mais Gravelines est française : le siège de Gravelines a débuté le 28 mai et les Français l'ont prise le 28 juillet. Les religieuses se réfugient à Ypres. Le 4 juillet 1645, elles sont à Lille où elles louent une maison, face à la dégradation de la situation à Bourbourg : le 10 juillet, les Français prennent le fort de Mardyck, le 23 juillet, le fort de Lynck tombe, le 29 juillet Bourbourg est encerclée, la ville se rend le 9 août 1645. En février 1649, la communauté réside au prieuré de Faumont qui fait partie de leurs possessions. En 1658, la prise de Bourbourg par Louis XIV et la paix des Pyrénées signée en 1659 attribuant définitivement Bourbourg à la France, les religieuses regagnent leur établissement.
Un arrêt du Conseil d'État daté du 18 août 1781 ordonne que pour être admise dans une institution telle que l'abbaye de Bourbourg, il faut faire preuve de noblesse de sang et d'extraction et d'une filiation légitime et consécutive en remontant jusqu'en 1400 du côté paternel. Pour le côté maternel, il faut pouvoir prouver la noblesse de sang et d'extraction de la mère. Cette décision serait liée au souhait des moniales de devenir un chapitre séculier de dames nobles.
En 1782, l'abbaye de Bourbourg est donc érigée en chapitre royal de dames chanoinesses comtesses. La reine Marie-Antoinette a pris le titre de 1re chanoinesse et a revêtu les dames membres du monastère d'un cordon de couleur jaune liseré de noir avec une croix portant au recto l'image de la Vierge Marie et au verso le portrait de la reine.

## Organisation
À l'origine, les chanoinesses ne sont pas tenues à la clôture et elles ne sont pas liées par des vœux. Néanmoins, dans les faits, elles ne sortent que rarement. Elles portent une grande croix attachée à un ruban en écharpe de l'épaule gauche à la hanche, et une petite croix sur un nœud ruban porté sur le cœur. Leur vêture se compose d'un habit modeste :  robe noire avec de longues manches avec une coiffe noire carrée, une toile entourant le visage.
Les religieuses sont acceptées sans dot à l'abbaye et bénéficient dès leur entrée d'une pension.
Le nombre de chanoinesses varie au cours du temps mais se situe entre 15 et 20. Elles sont entourées de tout un personnel de service, (jardinier, cuisinier, brasseur...) plus 8 ou 9 (deux chambrières, trois servantes, une ou deux demoiselles...) au service de la seule abbesse. S'y ajoutent un secrétaire et un conseiller pensionnaire (homme de loi), chargé de la défense des droits de l'abbaye (droits seigneuriaux, propriétés, privilèges par rapport aux autorités laïques et à l'évêque...).  
Dès sa fondation, l'abbaye est placée sous la protection de la papauté. Les papes prononcent son indépendance vis-à-vis de toute puissance séculière, l'exemptent de tout service paroissial ainsi que de la juridiction de l'évêque, l'abbaye a droit de justice sur ses biens et sur les personnes qui dépendent d'elle. Seul le nonce du pape a le droit de visite dans l'abbaye ; celle-ci peut célébrer l'office divin, les portes fermées même en cas d'excommunication de la paroisse. Ces privilèges suscitent la contestation de l'évêque de Thérouanne qui accuse l'abbaye d'empiéter sur sa juridiction et tente périodiquement de revenir sur cette situation : en 1366, l'évêque Robert de Genève, (futur Clément VII, interdit la célébration des offices à l'abbaye. Il est convoqué devant le pape Urbain V à Avignon. En 1337, l'évêque Raymond Saquet reconnait avoir outrepassé son droit en faisant arrêter dans l'enceinte du monastère de Bourbourg Henri de Cullento, archidiacre de Thérouanne et en y faisant opérer la saisie d'une partie de son mobilier.
L'abbaye Notre Dame bénéficie au fil du temps de privilèges divers lui permettant un fonctionnement quasi autonome : en 1114, le comte de Flandre Baudouin VII confirme les donations faites à l'abbaye par ses parents et accorde aux serviteurs de ce monastère exemption de toute taille, du service militaire et des autres charges séculières ; en 1120, Jean évêque des Morins (évêque de Thérouanne) déclare que, par son intermédiaire, la comtesse de Flandre, Clémence, a obtenu de l'abbé de Saint-Bertin, pour le monastère de religieuses de Bourbourg, un cimetière où seront ensevelies les religieuses et leurs serviteurs ; en 1333, l'abbesse reçoit le droit de choisir ses confesseurs et chapelains et de les destituer (la situation se produit en 1494), sous réserve néanmoins de les présenter à l'évêque de Thérouanne. 
En 1644, les chanoinesses étant en fuite, elle élisent leur nouvelle abbesse à Ypres. Celle-ci va refuser d'accepter la clôture qu'aurait souhaité introduire dans le couvent l'évêque de Saint-Omer. Elle doit ensuite s'opposer au magistrat de Bourbourg qui voulait obliger l'abbaye à loger des troupes. Un rapport du Conseil d'État de la même année constate que les religieuses font alors les trois vœux fondamentaux d'obéissance, de pauvreté et de chasteté, mais que les trois ou quatre plus anciennes ont pris l'habitude de garder des jeunes filles, même séculières, contre rémunération. De plus, ces jeunes personnes reçoivent des visites de leurs parents, ce qui engendre des perturbations dans l'abbaye. Sous couvert de noviciat, il y a donc recherche de profit. La nouvelle abbesse est chargée d'y mettre bon ordre. La nouvelle élue, dame Catherine de Beauffremez, va réaffirmer à l'évêque de Saint-Omer son refus de la clôture, en arguant que si elle avait voulu la clôture, elle aurait choisi un cloître d'une observance plus stricte.

### Élection de l'abbesse
Lors du décès d'une abbesse ou si celle-ci est atteinte d'une maladie incurable l'empêchant de poursuivre son action, la nomination d'une nouvelle titulaire fait l'objet d'une enquête auprès des religieuses par les commissaires du roi (d'Espagne, en tant que comte de Flandre, puis de France) afin de nommer une bonne catholique. Nommer une religieuse déjà présente demeure la situation la plus simple. Cependant, les commissaires souhaitent parfois favoriser une personne extérieure, ce qui peut provoquer des tensions avec les sœurs. Dans cette hypothèse, si l'accord ne peut se faire, les chanoinesses en appellent à leur seigneur. 

## Possessions
Dès le début, les donations abondent. Le fondateur, le comte Robert, et sa femme Clémence multiplient les dons, terres, dîmes, rentes, bergeries, moulins... entre 1104 et 1110, à travers toute la Flandre maritime, souvent des terres novales ou terres neuves résultant d'assèchements de marais, comme celles conquises sur le marais entre Watten et Bourbourg, mais aussi en Flandre belge, ou jusque dans des régions plus éloignées comme Faumont en juillet 1110 (l'abbaye va y posséder un prieuré), et Coutiches en Pévèle. Baudouin VII, en 1112,  attribue lui aussi des terres nouvelles, de nouveau dans le marais asséché entre Watten et Bourbourg, en 1115, il ajoute la dîme d'une terre nouvelle de la rivière l'Yser. Charles le Bon poursuit dans la même voie.
L'accroissement des biens se poursuit régulièrement : terre reprise sur la mer près de Nieuport en 1271-1272, donnée par Marguerite de Constantinople et son fils Gui de Dampierre, portions de dîmes à Râches près de Douai en 1278, ajout de terres à Oxelaere, à Noordpeene, etc.
Les comtes de Flandre successifs maintiennent la tradition de soutien à l'abbaye, confirment l'ensemble des donations faites par leurs prédécesseurs et y ajoutent souvent un don.
Les papes vont successivement, de Pascal II en 1106 et 1113 à Grégoire XII en 1414, en passant par Calixte II en 1119, garantir l'ensemble des possessions et privilèges dont bénéficie le monastère.
Les grands féodaux locaux et les évêques suivent l'exemple donné par les comtes de Flandre et les papes. L'établissement bénéficie également de différentes initiatives qui augmentent ses biens : en 1310, Thomas l'Orfèvre, pour assurer à Chrétienne, sa fille, religieuse à Bourbourg, une rente annuelle de 25 sous parisis, assigne à l'aumônerie de l'abbaye, une propriété située sur le marché à Gravelines.
L'abbaye s'est de ce fait rapidement érigée en tant que puissance économique. L'abbesse est dite « grand décimateur », c'est-à-dire prélevant beaucoup de dîmes. Elle fait partie des cinq grands propriétaires fonciers de la châtellenie de Bourbourg avec le seigneur foncier de Bourbourg, le châtelain vicomte, l'abbaye de Saint-Bertin, l'abbaye de Clairmarais. Les cinq surveillent l'administration des watringues qui assure le drainage des terres en cette région de terres basses et facilement marécageuses.
Les biens considérables du monastère attirent les convoitises et/ou contestations par plusieurs intervenants : autres établissements religieux, conseil des échevins des villes, seigneurs laïcs. L'abbaye ne cesse de procéder à des affirmations de ses droits, à des procès, et/ou procédures d'arbitrage. Les possessions les plus contestées demeurent les dîmes. Les abbayes voisines (abbaye de Saint-Bertin, abbaye de Watten, abbaye des Dunes...), ou plus éloignées (abbaye de Corbie), le chapitre de chanoines de l'église collégiale d'Aire-sur-la-Lys, comptent parmi les institutions qui contestent le plus souvent la possession de dîmes au motif qu'elles leur auraient été ôtées. En réalité, Bourbourg a reçu majoritairement des dîmes novales levées sur des terres nouvellement défrichées mises en culture vers 1100-1300 et donc sans bénéficiaire désigné avant leur mise en valeur, ce qui n'empêche pas les litiges. D'autres institutions religieuses soulèvent des contestations, en particulier pour les possessions plus éloignées : en 1158, l'archevêque de Reims Samson de Mauvoisin termine en qualité d'arbitre le différend qui s'était élevé entre l'abbaye de Bourbourg et le chapitre de l'église Notre dame d'Arras au sujet de leur part respective des dîmes de Coutiches et de Flines. 
Les titulaires de la châtellenie de Bourbourg alternent donations à l'abbaye et contestation de ses privilèges, lorsqu'ils estiment qu'elle empiète sur leurs prérogatives, ainsi Thémard de Bourbourg, châtelain de Bourbourg. Mais les comtes de Flandre tranchent toujours en faveur de l'abbaye (voir Thémard de Bourbourg dans famille de Bourbourg).
Les abbesses vont progressivement organiser la gestion de leurs domaines. En 1256, l'abbesse Adélaïde cède à l'abbaye de Flines, création récente de la comtesse de Flandre Marguerite de Constantinople qui veille aux intérêts du nouveau monastère, la dîme de dix bonniers de bois située à Coutiches, « dans l'intérêt de leur prieuré de Faumont », ce qui laisse supposer une négociation serrée entre les deux abbayes. En 1275, c'est l'abbesse Sara qui renonce à des biens pour éviter des litiges coûteux avec l'abbaye des Dunes, ce qu'approuve la même année la comtesse Marguerite. En 1277, Gui de Dampierre autorise l'abbaye à établir sur ses terres d'Oxelaere et de Noordpeene appelées « seigneuries », des échevins qui vont juger selon la coutume de Cassel. En 1281, il accorde à l'abbesse toute la justice seigneuriale sur ses terres de Faumont et de Coutiches. 
Ces contestations existent encore à la veille de la Révolution française : en 1718, l'abbaye dépose une requête au sujet des empiètements des échevins de Flines et de Coutiches sur les droits du monastère, en 1719, remontrance au sujet des prétentions des officiers de la gouvernance de Lille, en 1725 et en 1735, supplique au roi contre les officiers de la gouvernance de Douai pour les droits prétendus sur les terres (maison, seigneurie, prieuré) de Faumont.
En 1659, Bourbourg est française, les religieuses à peine rentrées dans leur établissement depuis leur fuite en 1644, se voient réclamer par l'abbaye de Saint-Bertin, Saint-Omer demeurant espagnole, des arrérages de rentes dues sur les dîmes de Cappelle-Brouck et Crommendyck (lieu-dit à proximité de Cappelle-Brouck). Certaines seraient dues depuis presque 150 ans ! L'affaire ne va se régler qu'en 1728.
En 1750, les biens de l'abbaye, parmi lesquels nombre de seigneuries, sont dits correspondre à 1852,5 mesures de terre, soit de l'ordre de 830 hectares. Au 1er mars 1790, le revenu net de l'abbaye, dîmes et droits seigneuriaux inclus, charges annuelles déduites, s'élève à 30 200 livres, 13 sols. Le détail des possessions est donné par Edmond de Coussemaker. 

## Disparition
Le 31 mars 1789, à l'assemblée du clergé tenue à Bailleul, en prévision des États généraux à Versailles, l'abbaye de Bourbourg est représentée par M. Bornisien.
Du fait de la Révolution française et des décisions prises vis-à-vis de l'Église, toutes les terres devenues fermes, dîmes et rentes foncières de l'abbaye sont recensées dans l'inventaire des biens et des archives dressé entre mars et novembre 1790 : les 11 et 12 novembre 1790, sont apposés des scellés à l'abbaye avec inventaire et autres pièces relatives.
On demande aux moniales quelles sont leurs intentions : rester dans le chapitre ou en sortir. Elles sont vingt, d'âge variant entre 15 et 80 ans, et déclarent attendre le décret de suppression.
Les biens meubles et immeubles sont mis en vente ou supprimés dès avril 1791 jusqu'en 1793. Les terres ont souvent été achetées par des négociants et/ou hauts fonctionnaires de Dunkerque, Lille... quelques fermiers achetant des parcelles moins importantes. 
Le 28 avril 1792, l'or et l'argenterie de l'église sont pesés par un maître orfèvre de Bourbourg, en présence de l'administrateur du district de Bergues et d'un officier municipal. Les objets du culte représentent environ 46 kilogrammes, les objets dorés (calice, patène, petite cuillère) environ 9 kilogrammes,. On laisse toutefois aux religieuses plusieurs « objets sacrés » (ciboire, calice avec sa patène, burettes, aubes...) pour qu'elles puissent dire la messe ; l'inventaire en sera dressé le 3 octobre après leur départ. Le 30 septembre 1792, les représentants de la commune constatent que les « ci-devant chanoinesses » ont enlevé de leurs appartements les tapisseries et quelques boiseries placées à leurs frais personnels. Le 2 octobre 1792, les religieuses quittent le couvent.
Les 23, 24 et 25 janvier 1793, les effets, ornements, linges, de la sacristie de l'abbaye sont envoyés au district de Bergues, ; Ignace de Coussemaker en dresse la description détaillée. Le 1er juin 1793, les archives, qui représentent quinze sacs de papiers, titres de propriété, livres, registres de biens et de rentes, prennent le même chemin. On ne retrouve pas à cette occasion l'acte solennel par lequel la reine Marie Antoinette accepta le titre de chanoinesse de Bourbourg ce qui permit que la maison se qualifie de « chapitre de la Reine ». L'acte a été présumé dissimulé puis emporté par la dernière abbesse, « dame Camille Coupigny ». On suppose également que le chapitre possédait des livres mais très peu sont mentionnés.
En octobre 1793, l'abbesse est dite la « citoyenne Coupigny, ci-devant abbesse ». En cette même année, l'abbesse et les religieuses ont dû déposer leurs croix, grande et petite, avec leurs autres décorations à la mairie de Bourbourg.
Le 2 ventôse an II (20 février 1794) est établi le bail des jardins du chapitre (en même temps que le bail des jardins du couvent des sœurs noires de Bourbourg).
En juillet 1794, l'argenterie de l'abbaye est envoyée à la « Monnaie » de Lille. Elle inclut les sept grandes croix et les sept petites portant l'effigie de la « ci-devant reine ».
Les gouvernements révolutionnaires octroient à toutes les moniales ayant prêté le serment à la constitution civile du clergé une « pension ecclésiastique » à la charge de l'État, dont le montant varie avec l'âge de l'intéressée. En 1794, six religieuses habitent Bourbourg et perçoivent cette pension. Elles sont toujours présentes en 1798, sauf l'une d'elles, Isabelle de Dion, qui s'est rétractée en août 1796. Isabelle de Dion, née en 1729, vit encore en novembre 1798, habite le même logement depuis le 9 mai 1792, ne paie aucune contribution car trop âgée et trop pauvre, ne touche aucun traitement ou pension.
Parmi les anciennes religieuses sont encore citées les deux sœurs Marie Thérèse et Eugénie de Saint-Mart, ex-nobles, âgées de 17, 5 et 15 ans en 1793, originaires de l'Île de France (île Maurice), orphelines et nièces de la chanoinesse Marie Victoire de Saint-Mart, née à Arras en 1720. Ayant habité l'abbaye en 1791 et 1792, elles obtiennent un certificat de résidence. Incarcérées un temps en 1794, pendant la Terreur dans le Nord-Pas-de-Calais, elles sont signalées en 1796 comme récemment mariées à deux frères Revel, un notaire et un homme de loi à Hazebrouck, beaux-frères d'un homme de loi de Bourbourg Benoit Depape.

## Postérité
Il ne reste aucune trace de l'abbaye de Bourbourg, le bâtiment a disparu ou a été recyclé. On sait que le monastère avait été édifié sur un enclos d'environ un hectare. L'église bâtie en gothique de la fin du XVIe siècle arborait de belles verrières. Elle possédait de riches ornements et objets mobiliers pour le service divin. Elle détenait également de nombreuses reliques de plusieurs saints. Les bâtiments étaient vastes et grandioses. On y connaissait un péristyle dont les colonnes et les degrés étaient en marbre sculpté. Tant l'église que la maison abbatiale ont disparu.
Seule une rue de l'abbaye perpétue son souvenir dans la ville de Bourbourg.

## Liste des abbesses
La liste des abbesses provient de l'ouvrage de Georges Dupas et d'un document datant de 1775.
1. Godilde, sœur de Lambert, abbé de Saint-Bertin.
2. 1122 : Christine.
3. 1131-1133 : Ogiva ou Ogina, Ogine ou Egine.
4. 1140 : Clarice de Someringhem. Elle fut l'abbesse qui reçut Thomas Beckett.
5. 1174 ou 1178 : Mathilde ou Mahaut, fille de Henri Ier de Bourbourg, (famille de Bourbourg) châtelain de Bourbourg (châtellenie de Bourbourg). Aurait été élue abbesse malgré elle. Serait restée abbesse jusqu'en 1194. L'abbaye aurait connu sous son règne des pertes liées aux guerres[52].
6. 1228 : Adelaïde de Sotteghem en 1228 et 1246[52],[53].
7. 1261 : Sara de Mernis ou Merins (Merris ?) abbesse en 1252 et 1272. † en 1284 après avoir abdiqué[52].
8. 1282 : Marguerite de Wormhout .
9. 1305 : Mahaut ou Mathilde d'Auchy. ou d'Auxi.
10. 1317 : Jeanne de Rassenghem ou Rassenghien.
11. 1332 : Hersende de Guînes, fille du comte Baudouin III de Guînes; elle va promettre avec l'ensemble du monastère de faire célébrer tous les ans un obit solennel pour Robert de Cassel[12].
12. 1350 : Isabelle de Herzelles (Herzele en Belgique).
13. 1365 : Isabelle de Ghistelles.
14. 1387 : Jeanne de Fiennes. † le 4 novembre 1395. De son temps, les dames de Bourbourg durent quitter leur abbaye au motif d'insécurité[52].
15. 1395 : Agnès de Nieppe. Acheva de réparer le monastère ruiné par les guerres. † 27 août 1418[54]..
16. 1418 : Marie de La Chapelle. Se démet en 1438.
17. 1438 : Bonne de La Viefville, fille du seigneur de Thiennes, Blaringhem ,..† en 1469[54].
18. 1465 : Ursule de La Viefville, sœur de Bonne. † 1475.
19. 1475 : Barbe d'Ollehain d'Estaimbourg, fille du seigneur d'Estaimbourg. Se démet en 1495, † 1503. Dut lutter pour maintenir l'abbaye et préserver ses privilèges[54].
20. 1495 : Adrienne de Noyelle ou de la Capelle, fille du seigneur de Noyelle, Calonne. Se donne une coadjutrice en 1522, se démet en 1523[54].
21. 1533 : Antoinette de Noyelle, nièce et coadjutrice de la précédente. † Arras le 26 mai 1545. Son corps fut ramené à Bourbourg[54].
22. 1545 : Marie de Saint-Omer, (maison de Saint-Omer), dite de Morbecque, fille du seigneur d'Ebblinghem, † 1568. Elle géra le transfert du monastère dans la ville en 1551-1552.
23. 1568 : Marie III de Bernemicourt ou Bermicourt, fille du seigneur de La Thieuloye, Liévin , etc. coadjutrice depuis 6 ans en 1568. † 26 juin 1577[54].
24. 1578 : Antoinette de Wissocq (famille de Wissocq), fille du seigneur de Bomy. Une statue encadrée de ses huit blasons existait dans l'église de l'abbaye[1]. † 25 juillet 1600[54].
25. 1600 : Barbe de Bailleul, fille du seigneur d'Eecke, Steenvoorde. † 18 septembre 1603[54].
26. 1603 : Jacqueline de Lannoy, fille du seigneur de Hautmont . † 20 avril 1620[54].
27. 1620 : Marie de Bonnières, fille du seigneur de Biez et de Marie de Tournai . Bénie le 29 août 1620, † 20 septembre 1642[54].
28. 1641 : Isabelle III de Héricourt. † 1643, six mois après avoir été bénie[54].
29. 1645 : Catherine de Beauffremez, fille du seigneur d'Esnes (Beaufremez), Hailly. Confirmée le 10 août 1645, † Paris 1663, inhumée dans l'église Saint-Jean-en-Grève. Pendant les guerres, elle avait été obligée de se retirer à Lille avec ses religieuses[54].
30. 1663 : Anne Séverine de Warluzel, fille du seigneur de Warluzel, Rombrin. Nommée par le roi de France en 1663, répare l'abbaye, † 22 juin 1672[54].
31. 1672 : Catherine II de Bernemicourt, dite de la Thieuloye. † 20 janvier 1688[54].
32. 1688 : Marie Anne d'Assigny, fille du seigneur de Wasnes, Haghedoorne. Exerce la fonction du 26 mars 1688 au 29 décembre 1694[55].
33. 1695 : Madeleine Françoise Adornes de Ronsele, fille du seigneur de Ronsele. Nommée le 2 ou le 3 avril 1695, † 24 décembre 1698[55].
34. 1698 : Antoinette Eugénie de Béthune, dite des Plancques. Sœur de l'abbé de Saint-Bertin Benoît Ier de Béthune des Plancques, nommée le 24 décembre 1698[55].
35. ? : Marie Charlotte de Béthune, nièce de la précédente.
36. ? : Françoise de Dion de Wandonne, fille du seigneur de Wandonne, Coupelle, Louvigny, La Vieville.
37. 1768 : Marie Josèphe Camille de Coupigny d'Hénu, dernière abbesse, née à Lille, fille du seigneur d'Henu, Warlincourt, et de Marie de Héricourt[50].

## Armes

Armes de l'abbaye.

L'abbaye avait pour armes : « Gironné d'or et d'azur de dix pièces, à l'écusson de gueules brochant en abîme », aujourd'hui reprises par la commune d'Eringhem.